# Maria Patrona Bavariae

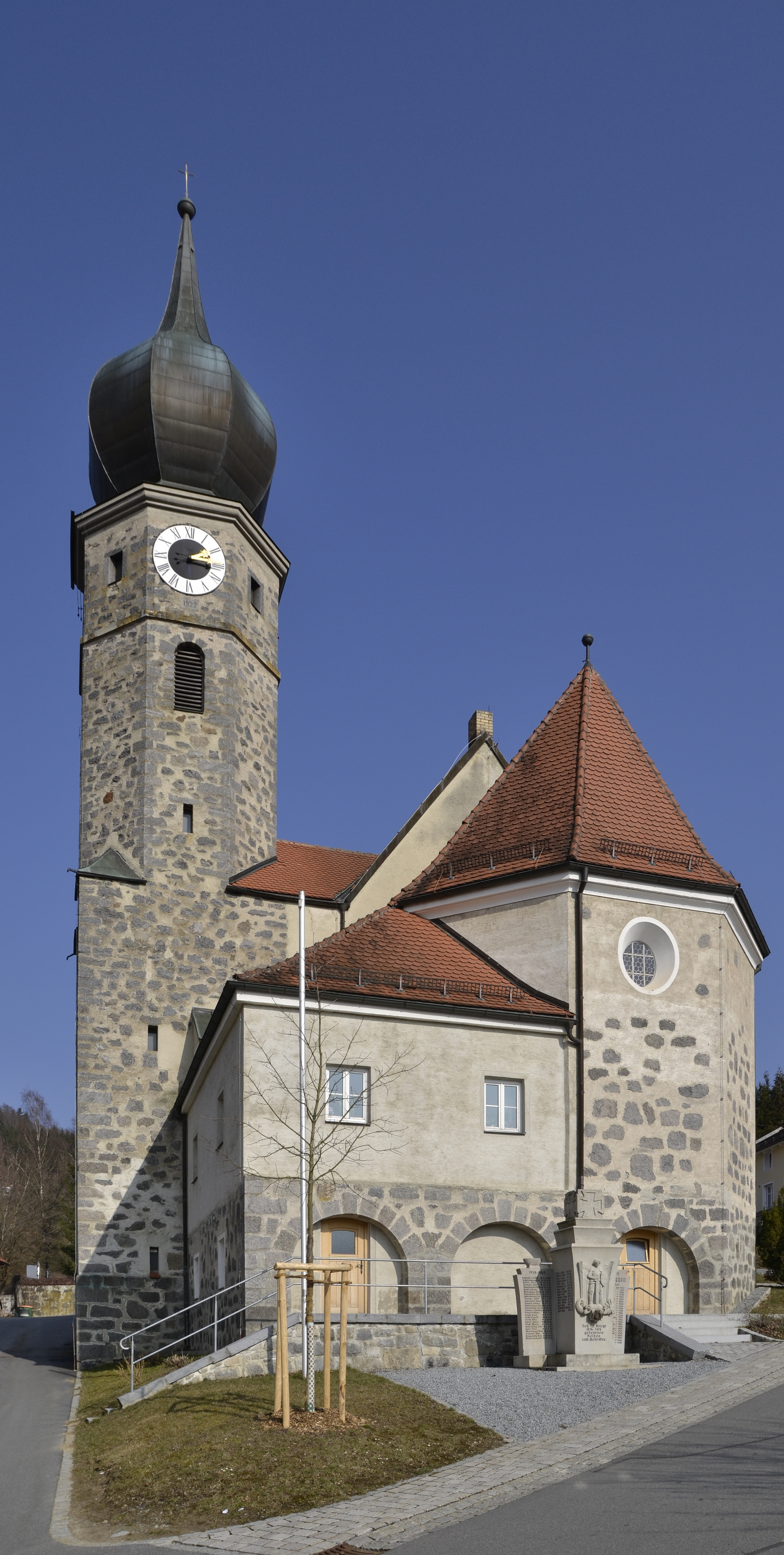
Pfarrkirche St. Michael

Die römisch-katholische Kirche Maria Patrona Bavariae (latein für Maria Beschützerin Bayerns) ist die Pfarrkirche von Ringelai und Hauptkirche der Pfarrei Ringelai.
Die Kirche befindet sich im Zentrum der Gemeinde Ringelai in der Pfarrer-Kainz-Straße 6.

## Geschichte
Die erste Kapelle in Ringelai entstand im 15. Jahrhundert als Nebenkirche derjenigen in Perlesreut, die dem Hl. Michael zugeweiht wurde. Von 1749 bis 1752 entstand bei der Kapelle nach Plänen von Severin Goldberger (1695–1758) eine Barock-Kirche, die weiterhin dem Hl. Michael zugeweiht blieb. Nach Plänen, 1894 eine eigene Pfarrei in Ringelai zu gründen, entstand dann am 31. Dezember 1903 ein Kirchenbauverein, woraufhin im November des nächsten Jahres ein Pfarrhaus gebaut wurde. 1908 wurde der Friedhof von Ringelai eingerichtet, der bis heute genutzt wird. 11 Jahre später kündigte die Kirchengemeinde an, eine neue und größere Kirche als Ersatz für die Michaelkirche erbauen zu lassen. Geplant wurde die Kirche 1919/20 von dem süddeutschen Architekten Michael Kurz. Ihr Grundstein wurde am 10. Juli gelegt. Etwa als ein Jahr später wurde die neue Kirche Maria Patrona Bavariae (lat. = Maria, Beschützerin Bayerns) geweiht. Am 22. November 1920 wurde die Expositur Ringelai zur Pfarrei Ringelai mit Josef Kainz als erstem Pfarrer. Die Kirche hat selbst eine Nebenkirche in Neidberg, genannt das Hl. Herz Jesu, die 1923 erbaut und bis 1989 als Kapelle für das Altenheim in Neidberg diente.

## Architektur und Ausstattung
Maria Patrona Bavariae, eine aus unverputztem Steinmauerwerk errichtete Saalkirche mit Stichkappengewölbe, ist innen weiß verputzt, die architektonischen Gliederungselemente, wie z. B. die Gewölberippen, sind grau gefasst. Das Deckenfresko zeigt den aus dem Grab auferstandenen Christus.
Die Kirche ist mit drei Altären in barocken Formen ausgestattet. Sie bestehen aus schwarzem Marmor und sind mit ornamentalen Schmuckelementen aus vergoldetem Stuck reich verziert. Die Altartafel des Hauptaltars ist ein farbig gefasstes Relief mit einer Madonna im Strahlenkranz.
Auch die barocke Kanzel mit Schalldeckel besteht aus schwarzem Marmor und ist mit vergoldetem Stuck ausgestattet.
Auf der Westempore befindet sich die Orgel der Kirche. Vor der Kirche gibt es eine Gedenktafel für gefallene deutsche Soldaten vom Ersten und Zweiten Weltkrieg.
Zum Kirchengelände gehört außer dem Friedhof auch ein Pfarrheim.

### Glocken
Das Geläut besteht aus vier Glocken. Die Michaelsglocke aus dem Jahr 1479 ist eine Bronzeglocke. Die drei anderen Glocken bestehen aus Stahl und wurden 1922 in den Werkstätten des „Bochumer Verein, Bochum“' gegossen.